# Arpajon-sur-Cère
Arpajon-sur-Cère település Franciaországban, Cantal megyében. Lakosainak száma 6363 fő (2022. január 1.). Arpajon-sur-Cère Aurillac, Giou-de-Mamou, Labrousse, Prunet, Roannes-Saint-Mary, Vézac és Ytrac községekkel határos.

## Népesség
A település népességének változása:
| Lakosok száma | 3277 | 4866 | 5545 | 5934 | 6144 | 6252 | 6217 | 6245 | 6313 | 6363 |
|               | 1968 | 1982 | 1999 | 2006 | 2011 | 2015 | 2017 | 2018 | 2020 | 2022 |